# Bassa Atesina
La Bassa Atesina (Bozner Unterland o Südtiroler Unterland in tedesco) è un territorio dell'Alto Adige, compreso tra Bolzano a nord e la chiusa di Salorno a sud. La zona è particolarmente nota per la sua produzione di vino, e la Strada del Vino dell'Alto Adige passa attraverso il suo territorio.
La zona è attraversata dal fiume Adige, dall'autostrada del Brennero e dalla ferrovia del Brennero. I comuni della Bassa Atesina sono Aldino, Anterivo, Bronzolo, Cortaccia, Cortina, Egna, Laives, Magrè, Montagna, Ora, Salorno, Termeno, Trodena e Vadena. Il territorio fa parte della comunità comprensoriale Oltradige-Bassa Atesina. Il paese capoluogo è Egna, nonostante il più grosso centro abitato sia Laives.

## Storia
Dall'Alto Medioevo la Bassa Atesina, assieme all'Oltradige e alla parte bassa del Burgraviato, fu il territorio più settentrionale della diocesi di Trento, e ne formava il cosiddetto Deutscher Anteil (parte tedesca) che politicamente però era dal Duecento parte integrante della Contea del Tirolo. Dal 1922 al 1948, la Bassa Atesina fu accorpata alla provincia di Trento. Il provvedimento era stato deciso dal governo fascista per promuovere l'italianizzazione dei cosiddetti "territori mistilingui". La popolazione, però, resistette creando pure un sistema scolastico clandestino in lingua tedesca, le cosiddette Katakombenschulen.
La Südtiroler Volkspartei organizzò, il 30 maggio 1946, una manifestazione di protesta sulla collina di Castelfeder, durante la quale i cittadini hanno chiesto l'unificazione di questo territorio con maggioranza germanofona all'Alto Adige.
I comuni della Bassa Atesina vennero riaccorpati alla provincia di Bolzano solo nel 1948 in seguito all'introduzione del primo statuto d'autonomia che implementava in parte l'Accordo De Gasperi-Gruber.